# 斎藤彰人
斎藤 彰人（さいとう あきと、1999年8月15日 - ）は、日本のサッカー選手。ポジションはDF。

## クラブ歴
実践学園高等学校から産業能率大学に進学。
卒業後の2022年7月にアルメニア・プレミアリーグのレルナイン・アルトサフFCに加入。同月29日の試合でフル出場し選手初出場を記録したが、翌月に退団した。
同年11月にIリーグのアイゾールFCに加入、既に毛利栄佑が在籍していたため、2人目の日本人選手となった。
2023年8月、フィリピンのカヤFC-イロイロに移籍した。
2025年6月28日、タイ王国のトラートFCに移籍。